# Кики Когелник
Кики Когелник (Грац; 22. јануар 1935 — Беч; 1. фебруар 1997) била је аустријска сликарка, вајарка и графичарка. Већи део живота провела је у Њујорку. Сматра се значајном представницом поп-арта, иако је сама често изражавала неслагање са тиме да се њено стваралаштво сврстава у оквире тог уметничког правца.

## Живот

### Рани живот и образовање
Кики Когелник је рођена 1935. године у Грацу, у Аустрији. Студирала је на Ликовној академији у Бечу, где се усавршавала у сликарству. Током студија развила је интересовање за модерну уметност, што ће касније обликовати њен уметнички израз. Након студија, почела је да се креће у круговима савремених уметника, што је убрзо довело до њеног преселења у Париз, а затим у Њујорк, где је наставила своје уметничко деловање.

### Живот и рад: 1960-е године
Кики Когелник је започела своју уметничку каријеру 1961. године у бечкој галерији Galerie nächst St. Stephan, где је излагала апстрактна дела. У том периоду на њу је снажно утицао Серж Пољаков, представник Париске школе, али је убрзо развила сопствени, препознатљив стил, нарочито након пресељења у Њујорк и сусрета са поп-артом. У једном тренутку била је верена за аустријског апстрактног експресионисту Арнулфа Рајнера.
Била је блиска и са америчким апстрактним експресионистом Семом Френсисом, са којим је 1961. године боравила у Њујорку и Санта Моники, у Калифорнији. Године 1962. се трајно настанила у Њујорку, где је постала део блиског круга уметника у који су спадали Рој Ликтенстајн, Клас Олденбург, Енди Ворхол, Лари Риверс, Том Веселман, Џоан Мичел, Роберт Раушенберг и Џаспер Џонс, између осталих. Поп-арт је за њу представљао начин живота, а својим ексцентричним шеширима и одећом, Когелник је постала упечатљива фигура у уметничким круговима.
Уметност коју је стварала током тог периода била је снажно инспирисана живим бојама и материјалима карактеристичним за поп-арт, при чему је стварала бројне еуфоричне слике на тему свемира. За разлику од типичних поп-арта уметника, Когелник није прослављала потрошачку културу или свакодневне предмете, али је у свом раду истицала пластику и вештачко уместо природе.
Почетком 1960-их започела је са употребом шаблона у природној величини, изрезаних од папира и заснованих на фигурама њених пријатеља, које је користила као основу за своје слике. Ти шаблони су 1965. прерасли у објекте од винила, које је излагала окачене на сталке за гардеробу, сличне онима које је виђала у улицама око свог студија у њујоршкој одевајућој четврти (Garment District).
Док је боравила у Лондону 1966. године, њен студио у Њујорку захватио је велики пожар. Иако се претходно иселила из простора, њен комшија, амерички уметник Алфред Лесли, изгубио је целокупан опус у пожару. Те исте године, Когелник се у Лондону удала за радијационог онколога др Џорџа Шварца, са којим је 1967. добила сина по имену Моно, након чега се вратила у Њујорк.
Године 1969, за време слетања Апола 11 на Месец, организовала је уметнички перформанс под називом Moonhappening у галерији Galerie nächst St. Stephan у Бечу, током којег је, паралелно са телевизијским преносом, израдила серију свилених отисака са лунарним мотивима.

### 1970-е и каснији период
Током 1970-их, Кики Когелник је усмерила свој рад ка темама које ће касније бити препознате као њена серија Жене (Women works), у којој се бавила приказом женске улоге у комерцијалном оглашавању. Њен приступ феминистичким темама био је индиректан, прожет иронијом, хумором и хладном естетиком поп-арта, што је дало јединствен печат њеном стваралаштву тог доба. Од 1974. године повремено је радила и у керамици, користећи скулпторалну форму као продужетак сликарског израза.
У 1980-им, њена дела почињу да испуњавају фрагментирани људски ликови, знакови и симболи. У серији Expansions користила је керамичке модуле у комбинацији са својим сликама. Такође је 1978. године режирала и продуцирала кратки црно-бели филм на 16 мм траци под називом CBGB, у којем су учествовали Џим Керол и други.
У каснијим радовима, људско тело је приказивано све фрагментираније и манипулисаније, да би у 1990-им њена уметност прешла у домен високо апстрахованих, али изразито експресивних људских лица. У том периоду створила је серију стаклених скулптура, као и пратећих цртежа и графика, кроз које је критички коментарисала декоративне и комерцијалне аспекте уметничког стварања.

### Смрт и наслеђе
Кики Когелник је преминула од рака 1. фебруара 1997. године у Бечу. Сахрањена је у Блајбургу, у Аустрији.
Исте године, Аустријска галерија Белведере у Бечу организовао је велику ретроспективну изложбу њеног рада. Године 1998. посмртно јој је додељено највише уметничко признање у Аустрији — Аустријски почасни крст за науку и уметност (Österreichisches Ehrenkreuz für Wissenschaft und Kunst). Претходно је 1995. године добила Награду града Беча за ликовну уметност.
Након њене смрти основана је Фондација Кики Когелник, непрофитна организација са седиштима у Бечу и Њујорку, чија је мисија заштита, документирање, истраживање и очување уметничког наслеђа Кики Когелник. Од 2009. године фондација одржава и проширује обимну базу података о њеном опусу, основану у Њујорку у сврху уметничко-историјског истраживања, са циљем да у будућности објави Catalogue Raisonné — потпун попис њених дела.
Аустријска пошта је 2003. године издала поштанску марку номиналне вредности 55 центи, са репродукцијом слике Prenez Le Temps d’Aimer из 1973. године. Когелник је такође дизајнирала две фонтане — једну у Блајбургу, а другу у Клагенфурту, где једна улица носи њено име.
Године 2015. Когелник је уврштена у изложбу The World Goes Pop у лондонском музеју Тејт Модерн. Изложба је представила алтернативну перспективу поп-арта, наглашавајући да он није био искључиво амерички феномен, већ међународни покрет. У том контексту, поп-арт је често служио као субверзивни језик протеста, уместо пуке прославе западне потрошачке културе. Изложба је трајала од 17. септембра 2015. до 24. јануара 2016. године.